# Albert von Levetzow

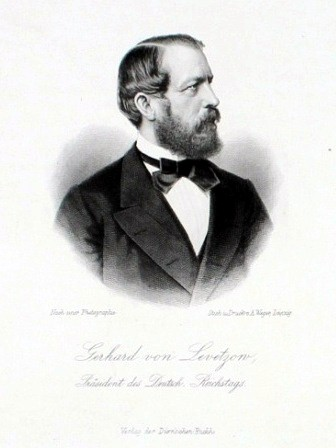
Albert von Levetzow,
Stahlstich von August Weger (1823–1892), Museum im Schloss Lützen

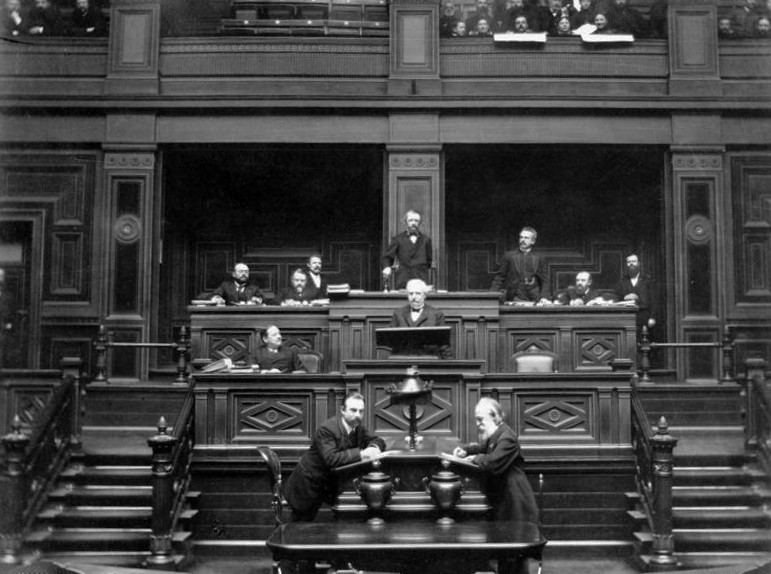
Levetzow als Reichstagspräsident Plenarsaal in der Leipzigerstraße

Albert von Levetzow (* 12. September 1827 in Gossow, Kreis Königsberg Nm.; † 12. August 1903 ebenda) war ein deutscher Politiker der Deutschkonservativen Partei. Er war 1867–1871, 1877–1884 und 1887–1903 Mitglied des Reichstages sowie 1881–1884 und 1888–1895 dessen Präsident. Von 1890 bis zu seinem Tod gehörte er dem Preußischen Herrenhaus an. Von 1876 bis 1896 war von Levetzow außerdem Landesdirektor des Provinzialverbandes Brandenburg.

## Leben
Albert von Levetzow entstammte dem ursprünglich mecklenburgischen Adelsgeschlecht Levetzow. Er besuchte das Marienstiftsgymnasium in Stettin. Nach dem Abitur studierte er von 1846 bis 1849 Rechtswissenschaft und Staatswissenschaft an der Friedrich-Wilhelms-Universität in Berlin, der Ruprecht-Karls-Universität in Heidelberg und der Friedrichs-Universität in Halle. Er wurde im Corps Saxo-Borussia Heidelberg (1847) und im Corps Marchia Halle (1851) aktiv. Saxo-Borussia verlieh ihm später die Ehrenmitgliedschaft. Er trat 1849 als Auskultator in die Rechtspflege des Königreichs Preußen ein und wurde 1855/56 Gerichtsassessor. 
1857 wechselte er in die innere Verwaltung und kam als Regierungsassessor in das Preußische Ministerium der geistlichen, Unterrichts- und Medizinalangelegenheiten. Er ließ sich 1860 beurlauben und schied ein Jahr später aus dem Staatsdienst aus, um das familieneigene Rittergut zu bewirtschaften. Diese Begüterung Gossow umfasste nach dem Generaladressbuch der Rittergutsbesitzer in Preußen etwa 544 ha Land. Davon gehörten 38 ha Waldbesitz. Gossow hatte auch Jahrzehnte später den Status eines kreistagsfähigen Rittergutes und blieb in der Größe mit 554 ha sehr konstant.
Von 1867 bis 1876 war er Landrat des Kreises Königsberg (Neumark) und von 1876 bis 1896 Landesdirektor des Provinzialverbandes Brandenburg. Er galt als ausgewiesener Verwaltungsfachmann.
Für die preußische Konservative Partei saß Levetzow von 1867 bis 1871 im Reichstag des Norddeutschen Bundes, wo er den Wahlkreis Königsberg i. N. vertrat. Von 1877 bis 1884 war er als Mitglied der Deutschkonservativen Partei Abgeordneter des 3. Wahlkreises im Regierungsbezirk Frankfurt (Oder) im Reichstag des Kaiserreichs. Nach dreijähriger Unterbrechung kehrte er 1887 in den Reichstag zurück, dem er vier weitere Legislaturperioden bis zu seinem Tod 1903 angehörte. Von 1881 bis 1884 und von 1888 bis 1895 war er Reichstagspräsident. 1895 wurde die Levetzowstraße in Berlin-Moabit nach ihm benannt. 1897 übernahm er die Führung der Deutschkonservativen Reichstagsfraktion. Zusätzlich war von Levetzow ab 1890 vom König auf Lebenszeit ernanntes Mitglied des Preußischen Herrenhauses. 
Levetzow hatte verschiedene Ehrenämter in der evangelischen Kirche. 1880 und 1881 wirkte er als Präses der Provinzialsynode der Kirchenprovinz Brandenburg. Die Gründung der Augenheilanstalt Albert-Charlotten-Heim 1882 geht auf Levetzow zurück. Er beteiligte sich am 1884 gegründeten Evangelischen Kirchenbauverein. Dem Evangelisch-Kirchlichen Hilfsverein stand er auf Bitten Auguste Viktorias von dessen Gründung am 28. Mai 1888 an bis zu seinem Tod vor.
Ab 1890 war Levetzow Ehrenmitglied der Niederlausitzer Gesellschaft für Anthropologie und Altertumskunde, außerdem Ehrenpräsident der Brandenburgia. Im Johanniterorden wurde er 1884 Ehrenkommendator und Schatzmeister des Ordens. 1888 wurde er Kommendator der Brandenburgischen Genossenschaft und bereits 1886 Ordenskanzler für den Gesamtorden. Albert von Levetzow wurde Domherr des Hochstifts zu Brandenburg. 

## Familie
Albert von Levetzow war seit 1864 mit Charlotte von Oertzen-Sophienhof verheiratet. Das Ehepaar hatte einen 1869 früh verstorbenen Sohn Gerd Heinrich und den Sohn Gerd Wilhelm von Levetzow (1874–1925), vermählt mit Esther von Kleist-Rauden, der mit Groß-Wubiser ein anderes 102 ha Gut in der Neumark führte und nachfolgend Gossow erbte. Groß-Wubiser wiederum stammte aus der Erbmasse seines Onkels Karl von Levetzow. Die Familienlinie Levetzow-Gossow selbst gehörte zum Mecklenburger Ast dem Haus Klaber-Gossow an.